# Runet
Runet (ros. Рунет, русскоязычный Интернет, русский Интернет; ru – kod Rosji, języka rosyjskiego lub domeny internetowej, net – sieć) – określenie rosyjskojęzycznej części Internetu w Rosji, grupującej około 100 milionów użytkowników.
Od 2008 r. Runet podlega nadzorowi Federalnej Służby Nadzoru Komunikacji, Informatyki i Mediów (Roskomnadzor), odpowiedzialnej za monitorowanie, kontrolowanie i cenzurowanie rosyjskich środków masowego przekazu. Do jej obszarów odpowiedzialności należą media elektroniczne, środki masowego przekazu, informatyka i telekomunikacja, nadzór nad przestrzeganiem prawa, ochrona poufności przetwarzanych danych osobowych oraz organizacja pracy służby radiowej. Wprowadzane sukcesywnie zmiany w rosyjskim prawie, dają rządowi Federacji Rosyjskiej coraz szerszą kontrolę nad infrastrukturą internetową, wprowadzają nowe środki techniczne do monitorowania aktywności internetowej oraz filtrowania i przekierowywania ruchu internetowego, a także zwiększają zdolność rządu do blokowania treści internetowych.
Human Rights Watch zwraca uwagę, że są one niezgodne z Międzynarodowym paktem praw obywatelskich i politycznych oraz Europejską konwencją praw człowieka, których Federacja Rosyjska jest sygnatariuszem. Władze rosyjskie dążą do odseparowania użytkowników rosyjskiego segmentu Internetu od globalnej sieci internetowej.

Liczba rosyjskich adresów IPv4

## Rozwój sieci
Rosyjski segment Internetu ma swoje początki w przełomie lat osiemdziesiątych i dziewięćdziesiątych XX wieku. Przez pierwszą dekadę Runet rozwijał się w znacznej mierze oddolnie i żywiołowo i wykorzystywał coraz nowocześniejsze technologie komunikacyjne. Liczba użytkowników dynamicznie rosła. Według danych agencji Mediascope w połowie 2019 było w Rosji prawie 96 mln użytkowników Internetu (78% ludności powyżej 12. roku życia). W drugiej dekadzie XXI w odnotowywany jest jej stały wzrost we wszystkich grupach wiekowych. Szczególnie szybki jest przyrost ilościowy użytkowników Internetu mobilnego. Pod koniec 2019 roku w portalu usług publicznych Federacji Rosyjskiej „Gosusługi” zarejestrowanych było 100 mln użytkowników. Z kolei badania niezależnego Centrum Lewady w listopadzie 2019 ok. 70% ankietowanych deklarowało korzystanie z Internetu minimum kilka razy w tygodniu, a 57% – codziennie.

### Wzrost roli Runetu w dostępie do informacji
Wraz z rozwojem rosyjskiego segmentu Internetu rosła jego rola jako alternatywnego źródła informacji w stosunku do tradycyjnych mediów, w tym telewizji – głównego narzędzia propagandy państwowej. Badania Centrum Lewady wykazują, że sukcesywnie coraz mniej Rosjan czerpało informacje z programów telewizyjnych (w okresie 2009–2019 spadek z 94% do 72%), zaś udział osób czerpiących informacje z Internetu oraz sieci społecznościowych wzrósł z 9% do ponad 30%. Na przestrzeni tej dekady spadło też zaufanie do informacji telewizyjnych: z 80% do 55%, zaś zaufanie do informacji wzrosło kilkukrotnie – do 20% (z zachowaniem dysproporcji w poszczególnych grupach wiekowych). Dla młodszej części rosyjskiego społeczeństwa (respondenci do 25. roku życia) wiodącym medium stały się sieci społecznościowe, komunikatory i blogi, które były w znacznie mniejszym stopniu ograniczane cenzurą i stanowiły efektywny i popularny kanał rozpowszechniania informacji krytycznych wobec władz państwowych. Sieci społecznościowe (Vkontakte, Odnoklassniki, YouTube i Instagram) stały się podstawowym źródłem informacji dla grupy wiekowej 18–34 lat. Aż 85% respondentów z tej grupy deklarowało codzienne z nich korzystanie. Rozwój Runetu skutkował coraz częstszym demaskowaniem i nagłaśnianiem przypadków korupcji, nadużycia władzy oraz łamania praw obywatelskich w Federacji Rosyjskiej.

## Kontrola rządowa
W ocenie Ośrodka Studiów Wschodnich im. Marka Karpia organa władzy państwowej Federacji Rosyjskiej dążą do objęcia Internetu podobną kontrolą, jaką na początku lat dwutysięcznych objęta została sfera mediów tradycyjnych, w czym mają wykazywać bariery mentalnościowe w rozumieniu zasad rządzących horyzontalną, rozproszoną strukturą Internetu. Plany takie napotykały na silne bariery techniczne. W ocenie Ośrodka plany objęcia Runetu silną kontrolą ujawniają logikę władzy autorytarnej, traktującej jako bezwzględny priorytet bezpieczeństwo władzy i stabilność społeczną. Drugim czynnikiem jest stosowanie przez aparat władzy logiki działania i sposobu postrzegania otaczającego świata przez służby specjalne. Przyjęta w 2017 „Strategia rozwoju społeczeństwa informacyjnego na lata 2017–2030” mówiła o „priorytecie tradycyjnych rosyjskich wartości duchowo-moralnych i przestrzeganiu wynikających z nich reguł zachowania podczas korzystania z technologii informacyjnych i komunikacyjnych”. Wspomniany dokument zawierał postulat likwidacji anonimowości w sieci i podkreślał „suwerenne prawo państwa do określania polityki informacyjnej, technologicznej i ekonomicznej w narodowym segmencie Internetu”.
Według analizy Ośrodka Studiów Wschodnich już samo rozpowszechnianie pewnych treści w Internecie jest traktowane przez władze Rosji jako okoliczność obciążająca, zarówno z powodu dużej i niemożliwej do przewidzenia ilości odbiorców informacji, jak i ze względu na brak możliwości skutecznego zapobiegania rozpowszechnianiu tego typu informacji. W konsekwencji główni operatorzy Runetu bez większego oporu podporządkowali się nowym wytycznym i najczęściej blokują treści wskazane przez Ministerstwo Spraw Wewnętrznych, Komitet Śledczy, Prokuraturę Generalną lub Roskomnadzor, nawet wbrew obowiązującemu prawu. Filtrowanie treści przez poszczególne serwisy internetowe oraz blokowanie adresów sieciowych przez operatorów łączności weszły do grona głównych instrumentów polityki państwowej w zakresie Internetu.

## Roskomnadzor
Dekretem z 12 maja 2008 Prezydent Federacji Rosyjskiej podzielił Federalną Służbę Nadzoru Komunikacji Masowej, Komunikacji i Ochrony Dziedzictwa Kulturowego (Rosswiaźochrankultura) na dwa organy:
- Federalną Służbę Nadzoru Komunikacji Masowej[b] (Rosswiaźkomnadzor), która pozostała pod jurysdykcją zreorganizowanego Ministerstwa Telekomunikacji i Komunikacji Masowej,
- Federalną Służbę Nadzoru Przestrzegania Ustawodawstwa w Dziedzinie Ochrony Dziedzictwa Kulturowego[c] (Rosochrankultura), która została przejęta przez Ministerstwo Kultury.

Dekretem 1715 Prezydenta Federacji Rosyjskiej z 3 grudnia 2008 Rosswiaźkomnadzor został przekształcony w Federalną Służbę Nadzoru Komunikacji, Informatyki i Mediów (Roskomnadzor).
Roskomnadzor jest rosyjską federalną agencją wykonawczą odpowiedzialną za monitorowanie, kontrolowanie i cenzurowanie rosyjskich środków masowego przekazu. Do jego obszarów odpowiedzialności należą media elektroniczne, środki masowego przekazu, informatyka i telekomunikacja, nadzór nad przestrzeganiem prawa, ochrona poufności przetwarzanych danych osobowych oraz organizacja pracy służby radiowej.

## Akty prawne
Od 2012 w Federacji Rosyjskiej przyjęto wiele zmian w prawie ograniczających wolność słowa w sieci:
- 28 lipca 2012 – nowelizacja ustawy „O informacji, technologiach informacyjnych i ochronie informacji” dająca Roskomnadzorowi prawo blokowania stron internetowych zawierających „szkodliwe treści” bez sankcji sądu (wyjątkiem miały być treści ekstremistyczne, których blokowanie wymagało prawomocnego wyroku sądu). Strony wpisywane na „czarną listę” musiały być blokowane przez operatorów[f],
- 29 czerwca 2013 – nowelizacja Ustawy „O ochronie dzieci przed szkodliwymi informacjami” zakazująca propagowania homoseksualizmu wśród nieletnich,
- 20 czerwca 2013 – nowelizacja Kodeksu Karnego – stanowiła reakcję na happening grupy Pussy Riot w moskiewskim soborze katedralnym i wprowadzała zaostrzenie kar za obrazę uczuć religijnych,
- 30 grudnia 2013 – nowelizacja ustawy „O informacji, technologiach informacyjnych i ochronie informacji” (tzw. Ustawa Ługowoja) – znosiła wymóg sankcji sądu do wpisania przez Roskomnadzor na „czarną listę” stron o treściach ekstremistycznych, przy czym definicja ekstremizmu jest bardzo szeroka, co pozwala na blokowanie np. stron zawierających treści krytyczne wobec władz,
- 5 maja 2014 – kolejna nowelizacja ustawy „O informacji, technologiach informacyjnych i ochronie informacji” (tzw. ustawa o blogerach) – wprowadzano dla blogów czytanych przez ponad 3000 osób dziennie obowiązek rejestracji i ujawniania danych osobowych, a także nakładała odpowiedzialność karną za rozpowszechnianie nieprawdziwych i ekstremistycznych treści,
- 30 czerwca 2014 – nowelizacja Kodeksu Karnego wprowadzająca odpowiedzialność karną za wzywanie za pomocą Internetu do działalności ekstremistycznej (kara do 5 lat pozbawienia wolności),
- 21 lipca 2014 – nowelizacja „O lokalizacji danych osobowych” (O danych osobowych) wprowadziła na osoby prawne obowiązek przechowywania danych osobowych obywateli Federacji Rosyjskiej wyłącznie na terenie FR. Zapisy wprowadzały ułatwienie dostępu służb specjalnych do danych osobowych i ograniczała możliwość używania serwerów zagranicznych,
- 15 października 2014 (wejście w życie 1 stycznia 2016) – nowelizacja ustawy „O mediach”: ograniczała udział kapitału zagranicznego w rosyjskich mediach do 20% i wprowadzająca zakaz zakładania w Rosji środków masowego przekazu przez obcokrajowców,
- 6 lipca 2016 – nowelizacja przepisów o terroryzmie oraz nowelizacja Kodeksu Karnego (tzw. Pakiet Jarowej): wprowadzała wymóg przechowywania przez operatorów zasobów tekstowych, SMS-ów i nagrań rozmów telefonicznych przez 6 miesięcy, oraz nakaz udostępniania tych danych służbom bez nakazu sądu[g],
- 29 lipca 2017 – nowelizacja ustawy „O informacji, technologiach informacyjnych i ochronie informacji” (tzw. ustawa o anonymizerach) – zakazująca operatorom serwisów anonimizujących (VPN, serwery proxy, TOR) umożliwiania użytkownikom uzyskiwania dostępu do stron zablokowanych decyzją Roskomnadzoru
- 31 lipca 2017 – nowelizacja ustawy „O informacji, technologiach informacyjnych i ochronie informacji” znosząca anonimowość użytkowników komunikatorów internetowych i wymuszająca rejestrację przy użyciu numeru abonenckiego,
- 25 listopada 2017 – nowelizacja ustawy „O informacji, technologiach informacyjnych i ochronie informacji” umożliwiająca nadawanie mediom zagranicznym w FR statusu „agenta zagranicznego”, oraz wprowadzająca możliwość blokowania bez wyroku sądu stron „organizacji niepożądanych”
- 18 marca 2019 – nowelizacja ustawy „O informacji, technologiach informacyjnych i ochronie informacji” wprowadzająca dwie istotne zmiany w prawie: zakaz rozpowszechniania „fake newsów” oraz kary za rozpowszechnianie informacji, które w formie „obrażającej moralność publiczną i godność ludzką wyrażają brak szacunku wobec społeczeństwa, państwa, symboli państwowych, konstytucji lub organów sprawujących władzę państwową w Federacji Rosyjskiej”.

### Ustawa o „suwerennym Internecie”
Problemy z kontrolowaniem treści zamieszczanych w sieci skłoniły władze do wprowadzenia kolejnej zmiany ograniczającej wolność w rosyjskim Internecie. W 2019 powstała ustawa o „suwerennym Internecie”. Najprawdopodobniej inicjatorem powstania tego aktu prawnego był szef pionu polityki wewnętrznej Administracji Prezydenta Siergiej Kirijenko. Celem tego aktu było stworzenie infrastruktury i procedur pozwalających na scentralizowane – czyli bez udziału pośrednictwa operatorów – zarządzanie Runetem. Miało to zminimalizować element transgraniczny w komunikacji między rosyjskimi użytkownikami, a także stanowić zabezpieczenie w sytuacji potencjalnego zagrożenia wystąpienia „agresji cybernetycznej” ze strony USA i odcięcia Rosji od zagranicznych serwerów. W ustawie zawarto zobowiązanie operatorów do zainstalowania na łączach „technicznych środków przeciwdziałania zagrożeniom”, czyli technikę sieciową DPI, która umożliwia władzom omijanie dostawców i automatyczne blokowanie treści, a także do współdziałania z organami ścigania w zakresie kontroli i testowania bezpieczeństwa Internetu. Ustawa regulowała powstanie „narodowego systemu nazw domenowych”, autonomicznego wobec globalnego systemu DNS zarządzanego przez amerykańską organizację ICANN. Większość regulacji ustawy weszła w życie 1 listopada 2019, a pozostałe w styczniu 2021.
Ustawa o „suwerennym Internecie” przewiduje pełne przejęcie przez władze Rosji kontroli nad sieciami komunikacji – od zamykania sieci na wybranych obszarach Rosji aż po całkowite odcięcie Rosji od światowej sieci WWW. W okresie między 15 czerwca a 15 lipca 2021 odbyły się testy rosyjskiej sieci internetowej, podczas których Runet został odłączony od sieci światowej. Uczestniczyły w nich wszystkie główne rosyjskie firmy telekomunikacyjne. Nie jest jasne, jak długo trwało rozłączenie ani czy wystąpiły zauważalne zakłócenia w ruchu internetowym. Reuters zacytował swoje źródło, które wyjaśniało, że „celem testów jest określenie zdolności Runet do działania w przypadku zewnętrznych zniekształceń, blokad i innych zagrożeń”.
Według tygodnika Polityka władze Federacji Rosyjskiej planują uruchomienie do 2023 własnej „wikipedii”. Portal miałby zawierać ponad 80 000 haseł z 35-tomowej Wielkiej Encyklopedii Rosyjskiej. Plany zakładają bardzo dużą popularność (15 mln odsłon dziennie). Dla porównania – według badań Mediascope z lipca 2019 – rosyjskojęzyczną Wikipedię czytało 3 mln rosyjskich internautów dziennie.
Human Rights Watch zwraca uwagę, że sukcesywnie wprowadzane zmiany w rosyjskim prawie, dające rządowi Federacji Rosyjskiej bardzo szeroką kontrolę nad infrastrukturą internetową, wprowadzające nowe środki techniczne do monitorowania aktywności internetowej oraz filtrowania i przekierowywania ruchu internetowego, a także zwiększające zdolność rządu do blokowania treści internetowych są niezgodne z Międzynarodowym paktem praw obywatelskich i politycznych oraz Europejską konwencją praw człowieka, których Federacja Rosyjska jest sygnatariuszem. Wprawdzie obydwa traktaty umożliwiają państwom-sygnatariuszom ograniczać te prawa w celu ochrony uzasadnionych celów bezpieczeństwa (ochrona bezpieczeństwa narodowego lub porządku publicznego, zdrowia lub moralności), ale ograniczenia te muszą być ustalane zgodnie z jasnymi kryteriami prawnymi i jak najmniej restrykcyjnymi środkami osiągnięcia tych celów.
Wprowadzone regulacje stoją w sprzeczności z postanowieniami Konstytucji Federacji Rosyjskiej, które gwarantują prawo obywateli do prywatności, w tym do prywatności komunikacji. Konstytucja zawiera także zapewnienie wolność wyrażania opinii oraz prawo do swobodnego wyszukiwania, otrzymywania, przekazywania, wytwarzania i rozpowszechniania informacji.

## Blokowanie dostępu i inwigilacja
Od strony formalnej wdrażanie w życie ustaw należy do instytucji, które często wykorzystują powierzone im w tym zakresie obowiązki, by wzmacniać swoją pozycję w systemie władzy. Narzuconej „prawomyślności” w sieciach pilnuje cywilna Federalna Służba ds. Nadzoru w Sferze Łączności, Technologii Informacyjnych i Komunikacji Masowej (Roskomnadzor) oraz organy siłowe – Federalna Służba Bezpieczeństwa oraz Ministerstwo Spraw Wewnętrznych, Komitet Śledczy i Prokuratura Generalna. W samym tylko 2018 roku na mocy oficjalnych decyzji Roskomnadzoru zablokowano ponad 160 tys. stron internetowych.
Konsekwencją instytucjonalnych działań przeciwko wolności rosyjskiego segmentu Internetu było represjonowanie i zablokowanie kilku serwisów internetowych, które odmówiły dokonania transferu danych rosyjskich użytkowników na serwery zlokalizowane w Rosji oraz udostępniania ich korespondencji służbom. W 2016 zablokowano w Rosji serwis LinkedIn, a później serwis Zello i komunikatory Line oraz BlackBerry. Skuteczność strategii rosyjskich władz była jednak ograniczona. Użytkownicy korzystali z technologii umożliwiających obchodzenie zakazów (TOR, programy anonimizujące, VPN-y). Także opór stawiany przez właścicieli serwisów internetowych uniemożliwiał władzom osiągnięcie zamierzonych celów.
Instytucje państwowe zaangażowane w proces kontroli rosyjskiej sieci są wpierane przez cenzorskie pseudo-organizacje pozarządowe, które są tworzone i finansowane przez władze państwowe Rosji i pozorują rzekomo oddolną walkę z nieprawomyślnymi treściami. Do tej grupy należą między innymi: Liga Bezpiecznego Internetu, która została utworzona w 2011 i uczestniczyła w opracowywaniu pierwszej represyjnej ustawy o jednolitym rejestrze zakazanych stron, a także – funkcjonujące w wielu regionach Rosji – tak zwane „cyberdrużyny”. Członkowie tych grup śledzą posty oraz dyskusje prowadzone w sieciach społecznościowych i zgłaszają Lidze Bezpiecznego Internetu przypadki publikowania nieprawomyślnych treści.
W ocenie Human Rights Watch, mimo iż rosyjski ustawodawca uzasadniał sukcesywne zaostrzanie prawa potrzebą ochrony bezpieczeństwa Federacji Rosyjskiej, rosyjskiego segmentu internetu i prywatności rosyjskich użytkowników, to rzeczywistym celem było ułatwianie organom państwa wprowadzanie powszechnej kontroli i masowej cenzury w sieci. W rezultacie powstały nieprzejrzyste procedury blokowania treści, które zagrażają bezpieczeństwu i poufności komunikacji użytkowników w Internecie.
W 2018 co najmniej 19 użytkowników sieci VKontakte zostało skazanych na kary więzienia (stanowiło to 76% wszystkich tego rodzaju wyroków w 2018). Skazano także 4 rosyjskich użytkowników YouTube’a i Telegramu oraz jednego użytkownika Facebooka. Według „Google Transparency Report” opublikowanego w połowie 2018 Google w 79% spełniał żądania rosyjskich władz w zakresie usuwania treści. Dla porównania, w USA Google spełniało 62% podobnych żądań ze strony władz amerykańskich.
Wymienione wyżej podmioty posługują się w prowadzonej na szeroką skalę inwigilacji użytkowników sieci zarówno metodami legalnymi, jak i nielegalnymi.

### Inwigilacja pozaprawna
Nieustannie nowelizowane akty prawne Federacji Rosyjskiej sankcjonują i wzmacniają praktykę blokowania stron bez wyroku sądu. Istnienie aktów prawnych, które nadal formalnie wymagają uzyskania zgody sądu do działań inwigilacyjnych, nie stanowi większej przeszkody dla zajmujących się nią instytucji, bowiem rosyjski wymiar sprawiedliwości w znacznej mierze pozostaje na usługach służb specjalnych i organów ścigania. W ponad 99% przypadkach sądy automatycznie wydają zgodę na dostęp do prywatnej korespondencji elektronicznej obywateli lub stosowania podsłuchu. Według szacunków niezależnego rosyjskiego portalu Meduza w latach 2007–2016 inwigilacją (za zgodą sądu) mogło być objętych co najmniej 9 mln obywateli Federacji Rosyjskiej, co stanowi około 6% ludności kraju.

### Po rozpoczęciu inwazji Rosji na Ukrainę
Po rozpoczęciu inwazji Rosji na Ukrainę w lutym 2022 nasiliło się dążenie władz Rosji do wdrożenia tzw. splinternetu. Władze starają się odseparować użytkowników rosyjskiego segmentu Internetu od globalnej sieci internetowej, a w konsekwencji od informacji na temat konfliktu na Ukrainie. Zdaniem ekspertów jest to początek całkowitego odłączenia się Rosji od sieci i utworzenia swojej własnej lokalnej wersji internetu. Komentarz New York Timesa prognozuje, że rezultatem takiego działania będzie cyfrowa izolacja Rosji.
Już 2 marca 2022, w drugim tygodniu trwania inwazji Rosji na Ukrainę, Prokuratura Generalna FR zablokowała liberalną stację radiową Echo Moskwy pod zarzutem publikacji treści zawierających „nawoływania do ekstremizmu, przemocy wobec obywateli Federacji Rosyjskiej, masowych naruszeń porządku publicznego i próby obalenia systemu konstytucyjnego”. Redaktor naczelny stacji skomentował, że zarzuty „nie są poparte żadnymi przykładami, żadnymi dowodami, są bezpodstawne i obraźliwe dla dziennikarzy i obywateli Rosji”. Tego samego dnia, pod zarzutem publikowania niepoprawnych politycznie reportaży o inwazji, zablokowana została niezależna rosyjska stacja telewizyjna Dożd.
Zablokowany został także dostęp do Facebooka, Twittera i platformy TikTok oraz innych stron internetowych w Rosji. 4 marca 2022 na terenie Federacji Rosyjskiej zaczęła obowiązywać ustawa, w myśl której rozpowszechnianie „fałszywych” informacji o inwazji na Ukrainę zostało uznane do przestępstw zagrożonych karą 15 lat więzienia. Z tego powodu kilka serwisów informacyjnych zawiesiło relacje z Rosji.